# Kościół ewangelicki w Bystrzycy
Kościół ewangelicki w Bystrzycy – kościół w Bystrzycy, w kraju morawsko-śląskim w Czechach, należący do miejscowego zboru Śląskiego Kościoła Ewangelickiego Augsburskiego Wyznania. Stanowi jeden z kościołów tolerancji, wybudowanych na podstawie patentu tolerancyjnego z 1781 roku.

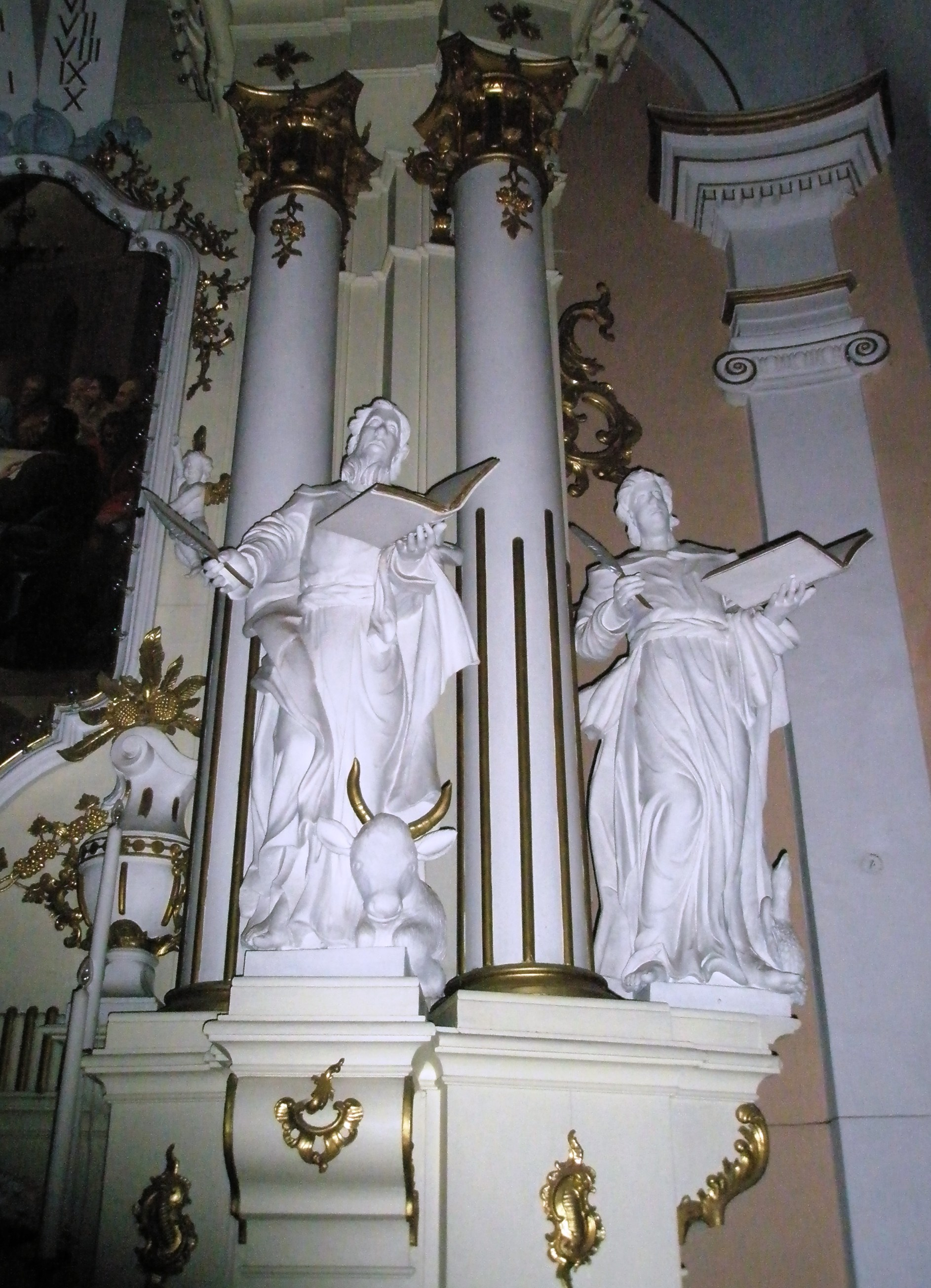
Rzeźby na ołtarzu

## Historia
Kamień węgielny pod budowę kościoła wmurowano 6 maja 1811 roku. Pracę trwały sześć lat, poświęcenia nowego obiektu dokonano 21 września 1817 roku, od tego czasu odbywały się regularne nabożeństwa W kolejnych latach następował szereg prac wykończeniowych, w 1824 roku zainstalowano organy, a 1830 rozpoczęto stawianie ołtarza i kazalnicy, które poświęcono 29 czerwca 1831 roku. Rok później postawiono pawlacze.
W 1849 roku zakupiono dwa nowe dzwony, które zostały zainstalowane w prowizorycznej drewnianej wieży na dziedzińcu kościoła. Budowę obecnej wieży zaczęto jeszcze w tym samym roku, wtedy też dokupiono trzeci dzwon. Budowa wieży została zakończona w 1850 roku.
W 1923 roku kościół uzyskał nowe zadaszenie, zakupiono też nowe organy firmy Rieger z Karniowa, działające do czasów obecnych. Rok później poświęcono nowe dzwony, które noszą nazwy Víra, Naděje i Láska (Wiara, Nadzieja i Miłość).
W 1971 budynek kościoła został generalnie wyremontowany i pomalowany. Odnowiono ołtarz, kazalnicę i organy. Organy odnowione zostały po raz kolejny w 2011 roku.